# TheWrap
TheWrap은 2009년 섀런 왁스먼에 의해 설립된 연예 뉴스 웹사이트이다. 본사는 캘리포니아주 웨스트로스앤젤레스에 있다.